# Sí-mismo

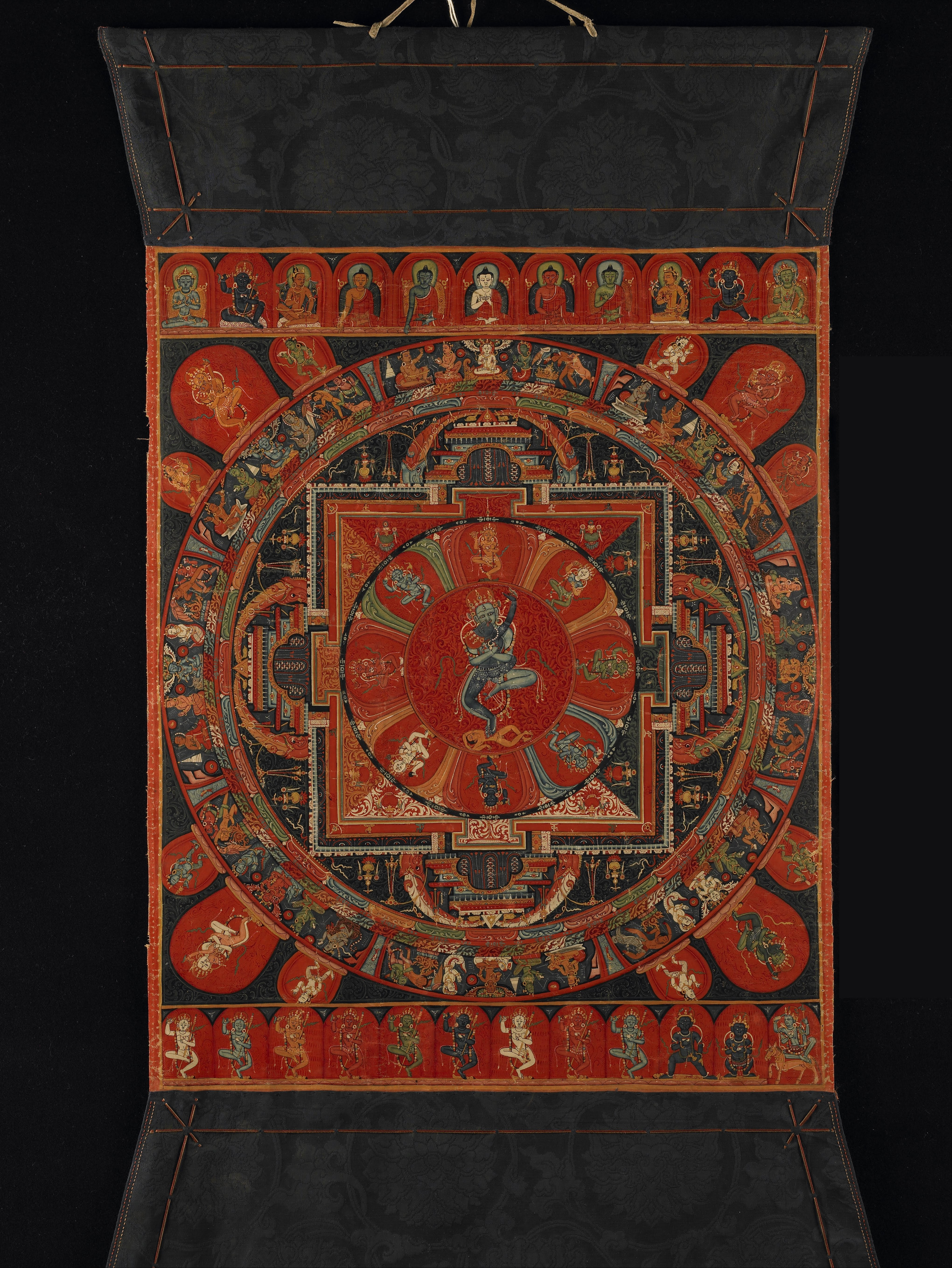
Mandala.

Sí-mismo (en original alemán selbst, en inglés self) es definido por el psiquiatra y psicólogo suizo Carl Gustav Jung como el arquetipo central de lo inconsciente colectivo, el arquetipo de la jerarquía. La totalidad del hombre. «El sí-mismo es una unión de los opuestos κατ' εξοχήν (por excelencia)». Se representa simbólicamente por el círculo, cuaternidad, niño, mandala, chacana, etc. Representa el fin último del proceso de individuación.

El sí-mismo es una magnitud antepuesta al «yo consciente». Comprende no sólo la «psique consciente», sino también lo «inconsciente», y por ello es, por así decirlo, una personalidad que «también» somos... No existe posibilidad alguna de alcanzar también una «consciencia» aproximativa del sí-mismo, pues por más que queramos hacerlo consciente siempre existirá una cantidad indeterminada e indeterminable de «inconsciente» que pertenece a la totalidad del sí-mismo.

El sí-mismo es no sólo el «centro», sino también aquel ámbito que encierra la «consciencia» y lo «inconsciente»; es el centro de esta «totalidad» como el «yo» es «el centro de la consciencia».

El sí-mismo es también «la meta de la vida», pues es la expresión más completa de la combinación del destino que se llama individuo.

El sí-mismo en psicología analítica es un concepto dinámico que ha sufrido numerosas modificaciones desde que fue conceptualizado por primera vez como uno de los arquetipos junguianos.
Históricamente, el sí-mismo, según Carl Gustav Jung, significa la unificación de la consciencia y lo inconsciente en una persona, y representa la psique como un todo. Su realización es producto de la individuación, que en su opinión es el proceso de integración de varios aspectos de la personalidad. Para Jung, el sí-mismo es un todo abarcador que actúa como contenedor.

## Definición
Podríamos dar una doble definición al concepto de sí-mismo:
Imagen arquetípica de totalidad, experimentada como poder transpersonal que confiere sentido a la vida; por ejemplo: Cristo, Buda, figuras-mándala.

El «símbolo de Cristo» tiene suma importancia para la psicología, porque es tal vez, junto con la figura de Buddha, el símbolo más desarrollado y diferenciado del sí-mismo.

Teóricamente, centro y totalidad de la psique, vivenciado como aquello que gobierna al individuo y hacia lo que se dirige inconscientemente. Principio de coherencia, estructura y organización que rige el equilibrio y la integración de los contenidos psicológicos.

Sin la vivencia de los opuestos no existe experiencia de la totalidad y, por ende, tampoco un acceso interior a las figuras sagradas.

## Hipótesis de dos centros

El punto central representa el yo, mientras que se puede decir que el sí-mismo consiste en el todo con el punto centrado.

La idea de que hay dos centros de la personalidad distinguió a la psicología junguiana en un momento dado. El yo ha sido visto como el centro de la consciencia, mientras que el sí-mismo se define como el centro de la personalidad total, que incluye la consciencia, lo inconsciente y el yo; el sí-mismo es tanto el todo como el centro. Mientras que el yo es un centro autónomo del círculo contenido dentro de la totalidad, el sí-mismo puede entenderse como el círculo mayor.

## Emergencia del sí-mismo
Jung consideró que desde el nacimiento cada individuo tiene un sentido original de totalidad, del sí-mismo, pero que a partir del desarrollo individual cristaliza una consciencia del yo separada a partir del sentimiento original de unidad. Este proceso de diferenciación del yo fundamenta el cometido de la primera mitad del curso de la vida, aunque los analistas junguianos también consideran que la salud psíquica depende de un retorno periódico al sentido del sí-mismo, algo facilitado por el uso del mito, ceremonias de iniciación y ritos de paso.

## Regreso al sí-mismo: individuación
Una vez que la diferenciación del yo se ha logrado con más o menos éxito y el individuo está anclado de alguna manera en el mundo externo, Jung consideró que entonces se planteaba una nueva tarea para la segunda mitad de la vida: un retorno y un redescubrimiento consciente del sí-mismo: la individuación. Marie-Louise von Franz afirma que

los procesos reales de individuación, la reconciliación consciente con el propio centro interno (núcleo psíquico) o sí-mismo, generalmente comienzan con una herida en la personalidad.

El yo llega a un callejón sin salida de un tipo u otro; y tiene que recurrir en busca de ayuda a lo que ella denominó

una especie de tendencia reguladora o directora oculta... [un] centro organizador en la personalidad. Jung llamó a este centro el 'sí-mismo' y lo describió como la totalidad de toda la psique, para distinguirlo del 'yo', que constituye sólo una pequeña parte de la psique.

Bajo la guía del sí-mismo, emerge una sucesión de imágenes arquetípicas, acercándose gradualmente los aspectos fragmentarios del sí-mismo cada vez más a su totalidad. El primero en aparecer, y el más cercano al yo, sería la sombra o el inconsciente personal, algo que es al mismo tiempo la primera representación de la personalidad total y que, de hecho, puede confundirse en ocasiones con el sí-mismo. Lo siguiente en aparecer sería la sicigia ánima & ánimus, la imagen del alma, que puede tomarse como símbolo de todo el sí-mismo. Idealmente, sin embargo, la sicigia ánima & ánimus entra en juego en un papel mediador entre el yo y el sí-mismo. El tercer arquetipo principal que emerge es la figura mana del viejo/a sabia, un representante de lo inconsciente colectivo similar al sí-mismo.
A partir de ahí viene el arquetipo del sí-mismo mismo, el último punto en la ruta hacia la autorrealización de la individuación. En palabras de Jung,

el sí-mismo... abarca la consciencia del yo, la sombra, el ánima y lo inconsciente colectivo en una extensión indeterminable. Como totalidad, el sí-mismo es una coincidencia oppositorum; por lo tanto, es brillante y oscuro y, sin embargo, ninguno de los dos.

Alternativamente, afirmó que 

el sí-mismo es el hombre total y atemporal... que representa la integración mutua de lo consciente y lo inconsciente.

Jung reconoció muchas imágenes oníricas como representación del sí-mismo, incluyendo una piedra, el árbol del mundo, un elefante y Cristo.

## Peligros del sí-mismo
Von Franz consideró que

el lado oscuro del sí-mismo es lo más peligroso de todo, precisamente porque el sí-mismo es el poder más grande de la psique. Puede hacer que las personas se ‘vuelvan’ megalómanas o caigan en otras fantasías delirantes que las atrapan, de modo que el sujeto piensa con creciente excitación que ha captado los grandes enigmas cósmicos. Por lo tanto, corre el riesgo de perder todo contacto con la realidad humana.

En la vida cotidiana, los aspectos del sí-mismo pueden proyectarse en figuras o conceptos externos como el estado, Dios, el universo o el destino. Cuando se retiran tales proyecciones, puede haber una inflación destructiva de la personalidad; sin embargo, un contrapeso potencial a esto son los aspectos sociales o colectivos del sí-mismo.

## Evolución del concepto junguiano del sí-mismo
Young-Eisendrath y Hall escriben que

en el trabajo de Jung, el sí-mismo puede referirse a la noción de individualidad subjetiva inherente, la idea de un centro abstracto o un principio de orden central, y el relato de un proceso que se desarrolla a lo largo del tiempo.

En 1947, Michael Fordham propuso una teoría distinta del sí-mismo primario para describir el estado de la psique de los recién nacidos, caracterizado por la homeostasis, o 'estado estacionario', en sus propios términos, donde el sí-mismo y el otro (generalmente la madre) no se diferencian. Afirma que no hay distinción entre el mundo interno y el externo, y que todavía no hay componentes diferentes en el mundo interno. Fordham derivó su hipótesis en parte del concepto junguiano del arquetipo del sí-mismo y de la idea psicoanalítica de los 'objetos' internos. El sí-mismo primario, tomado como la totalidad originaria de cada persona, con sus tendencias 'arquetípicas' a desarrollar aspectos tales como el lenguaje, los complejos, etc., entra en relación con el mundo exterior a través de un proceso dual continuo de desintegración y reintegración, un proceso que se dice que es característico de la primera mitad de la vida.
Redfearn, por ejemplo, quien también sintetizó la teoría arquetípica clásica con una visión del desarrollo basada en años de observación clínica, considera que el sí-mismo probablemente consiste en una gama de subpersonalidades a lo largo de la vida.
Según Peter Fonagy, las conexiones entre "postfreudianos" y "postjunguianos" se han fortalecido aún más después del advenimiento de la neurociencia contemporánea en este sentido, como se describe en su prólogo a Jean Knox sobre la "formación de modelos internos de trabajo", que describe como un hito.

### Objeción
Fritz Perls objetó que

a muchos psicólogos les gusta escribir el sí-mismo con S mayúscula, como si el sí-mismo fuera algo precioso, algo extraordinariamente valioso. Van al descubrimiento del sí-mismo como a una excavación de tesoros. El sí-mismo no significa nada más que esta cosa definida por la alteridad.